# Outriders (videogioco)
Outriders è un videogioco di ruolo d'azione cooperativo in terza persona online sviluppato da People Can Fly e pubblicato da Square Enix. È stato distribuito il 1º aprile 2021 per PlayStation 4, PlayStation 5, Google Stadia, Windows, Xbox One e Xbox Series X/S. Il gioco ha ricevuto recensioni contrastanti da parte della critica, con elogi per il gameplay, la personalizzazione e la grafica, ma critiche per la storia e i personaggi. Sebbene il gioco abbia raggiunto oltre 3,5 milioni di giocatori entro maggio 2021, non è chiaro se sia stato un successo commerciale a causa di Square Enix e People Can Fly che hanno rilasciato dichiarazioni diverse sulle prestazioni commerciali del gioco. Square Enix External Studios ha collaborato con People Can Fly per lo sviluppo.

## Trama
Durante la metà del 21º secolo, la Terra ha superato il punto di non ritorno mentre i disastri climatici diventano più frequenti e pericolosi, superando la capacità dell'umanità di mitigarli. I principali governi della Terra uniscono le loro risorse sotto la neonata Enoch Colonization Authority (ECA) in un ultimo disperato tentativo di preservare l'umanità su Enoch, un lontano pianeta simile alla Terra. Vengono costruite due enormi navi coloniali, la Caravel e la Flores, ognuna delle quali può contenere 500.000 coloni. Nonostante la Caravel abbia subito un'esplosione catastrofica nel bel mezzo della costruzione, la Flores raggiunge con successo l'orbita di Enoch nel 2159, dopo un viaggio di 83 anni. Gli Outriders, una squadra di soldati d'élite incaricati di esplorare la zona di atterraggio e spianare la strada ai coloni, sono i primi a sbarcare. Tuttavia, scoprono rapidamente l'Anomalia, una tempesta di energia inaspettatamente massiccia e mortale. Gli Outriders tentarono di avvertire l'ECA di interrompere la colonizzazione, ma la leadership dell'ECA inviò invece le proprie forze di sicurezza per mettere a tacere gli Outriders epurandoli. Uno degli Outriders, sopravvissuto all'esposizione all'Anomalia, viene ferito mortalmente durante il combattimento e viene rimesso in criostasi da Shira Gutmann, un ingegnere dell'ECA.
L'Outrider viene risvegliato dalla criostasi 31 anni dopo, nel 2190, dove scoprono che il tentativo di colonizzazione dell'ECA è fallito, con l'Anomalia che distrugge tutta la tecnologia avanzata della colonia e intrappola tutti i coloni entro i confini di un'unica valle di montagna. Assediati da una fauna aliena ostile e lasciati con risorse in diminuzione, i coloni si divisero in una massiccia guerra civile che contrappone i resti dell'ECA agli insorti, ribelli militanti che cercano di rovesciare l'ECA. Inoltre, le persone che sono sopravvissute all'esposizione all'Anomalia come l'Outrider sono diventate "Alterate", umani mutati in possesso di poteri soprannaturali. L'Outrider riesce a riunirsi con Shira, ora leader de facto dell'ECA, che incarica l'Outrider di combattere contro gli Insorti ed eliminare i loro Alterati.
Shira spiega poi che lei e lo scienziato Dr. Abraham Zahedi stanno cercando di rintracciare la fonte di un misterioso segnale proveniente dall'altro lato dell'Anomalia. Dopo aver registrato l'esatta frequenza del segnale quando sono atterrati per la prima volta, l'Outrider si dirige verso Zahedi. Zahedi rivela di possedere l'ultimo uplink satellitare in grado di connettersi alla Flores, che rimane in orbita con metà dei rifornimenti della colonia. Se i coloni possono trasferirsi in un'area sicura dall'Anomalia, possono fondare una nuova colonia. Prendendo Zahedi e diversi compagni, l'Outrider attraversa una serie di ambienti pericolosi ed è finalmente in grado di violare l'Anomalia e raggiungere l'altro lato, solo per trovare un vasto e arido deserto disseminato di installazioni umane abbandonate ma abitato da una specie autoctona umanoide violentemente ostile agli umani, che chiamano "Ferals".
Mentre il gruppo continua a seguire il segnale, scoprono il relitto della Caravella, che ha inspiegabilmente raggiunto Enoch prima del Flores. Entrando nella Caravella, il gruppo apprende che dopo che i Flores hanno lasciato la Terra, le persone rimaste indietro sono state in grado di ricostruire la Caravel con un motore più avanzato. Con questo motore, la Caravel fu in grado di raggiungere Enoch prima della Flores. Al momento dello sbarco, i coloni Caravel incontrarono una razza nativa che chiamarono Pax, dal nome della loro natura pacifica. La civiltà Pax ha anche mantenuto in equilibrio la strana energia nativa del pianeta, sfruttando i propri poteri da essa. I coloni bramavano questo potere e temevano che i Pax lo usassero contro di loro, così li soggiogarono violentemente nel vano tentativo di ottenere le loro abilità. Il trattamento sempre più abusivo e crudele dei Pax si trasformò in genocidio. Lasciati senza scelta, i Pax sopravvissuti si convertirono attraverso un rituale in una forma capace di violenza per resistere e spazzarono via i coloni di Caravel. Tuttavia, questa forma rimuove la loro capacità di ragionare e comportarsi pacificamente, il che a sua volta scatena le energie squilibrate del pianeta come l'Anomalia su Enoch senza che la Pax se ne occupi. Il segnale che gli Outriders avevano seguito per tutto quel tempo era stato il segnalatore automatico di soccorso della Caravel. I Feral assaltano la Caravella, ma l'Outrider e il suo gruppo sono in grado di respingerli, permettendo a Zahedi di segnalare alla Flores di lanciare le sue capsule di carico.
Mentre il gruppo osserva le capsule di carico atterrare, vengono accolti da un gruppo di umani che hanno seguito le loro tracce, ispirati dalle storie dell'Outrider. Ancora determinati a portare a termine la loro missione, i Cavalieri si mettono alla ricerca di un'area adatta da colonizzare.

## Modalità di gioco
Outriders è uno sparatutto in terza persona mescolato con elementi di giochi di ruolo. All'inizio del gioco, i giocatori creano i loro personaggi personalizzati e scelgono tra quattro classi, ognuna con abilità uniche che i giocatori possono usare. Le quattro classi includono il Trickster, che ha la capacità di manipolare il tempo, il Pyromancer, che può manipolare il fuoco, il Devastator, che può scatenare attacchi sismici, e il Technomancer, che usa torrette e altri dispositivi. Queste abilità speciali hanno un breve tempo di ricarica e possono essere combinate con altre abilità per ottenere i massimi effetti. Il gioco presenta un albero delle abilità che consente ai giocatori di sbloccare e potenziare le proprie abilità.
I giocatori possono usare diverse armi come fucili a pompa e fucili d'assalto per sconfiggere i nemici e le armi da fuoco possono essere personalizzate con mod per armi. I giocatori possono nascondersi dietro una copertura per proteggersi dagli attacchi nemici, anche se la salute si rigenera solo se il giocatore riesce a ferire o uccidere i nemici. I giocatori combattono animali mostruosi, umani e nemici umanoidi. Man mano che il giocatore progredisce, il livello del mondo (l'equivalente del gioco alla difficoltà di gioco) aumenterà. Se il livello del mondo è alto, è più probabile che il giocatore ottenga bottino di fascia alta dai nemici sconfitti. 
Il gioco incorpora vari elementi di gioco di ruolo. Mentre i giocatori esplorano, possono esplorare diverse aree hub, parlare con personaggi non giocabili e completare missioni secondarie. Nei filmati un albero dei dialoghi permette di decidere l'esito di alcune conversazioni, anche se non influisce sulla progressione della storia. Il gioco può essere giocato da soli, ma i giocatori possono anche completare il gioco insieme ad altri due giocatori.

## Sviluppo
Lo sviluppatore polacco People Can Fly ha iniziato lo sviluppo di Outriders nel 2015. Square Enix accettò di pubblicarlo e incoraggiò il team ad espandere la propria visione. Per sviluppare il gioco, People Can Fly ha ampliato lo studio da 40 membri a più di 200 membri. La rivelazione del gameplay di Outriders ha indotto i critici a paragonare il gioco ad altri giochi live service come Destiny e Tom Clancy's The Division, anche se People Can Fly ha affermato che Outriders non è un titolo live service e che è un gioco che i giocatori possono "iniziare e finire". Il gioco è stato progettato pensando al gameplay cooperativo, anche se il team ha posto molta enfasi nello scrivere la storia del gioco, con lo scrittore principale Joshua Rubin che lo ha paragonato ad Apocalypse Now e Cuore di tenebra. La narrazione del gioco presenta un tono molto più serio rispetto a Bulletstorm poiché lo studio voleva dimostrare che può anche scrivere una storia matura.
Il 16 maggio 2018, Square Enix ha annunciato che avrebbe pubblicato il prossimo titolo di People Can Fly. Annunciato all'E3 2019, il gioco uscirà per Google Stadia, PlayStation 4, PlayStation 5, Windows, Xbox One e Xbox Series X il 1º aprile 2021, dopo essere stato ritardato rispetto alla fine del 2020 a causa degli impatti della pandemia di COVID-19 in corso. Una demo del gioco è stata pubblicata nel febbraio 2021 e ha attirato 2 milioni di giocatori.
Il 15 marzo 2021 è stato annunciato che la versione Xbox sarebbe stata disponibile senza costi aggiuntivi per gli abbonati a Xbox Game Pass. Il 30 giugno 2022 è stata pubblicata un'espansione del gioco intitolata Worldslayer.

## Accoglienza

### Critica
| Testata                          | Versione | Giudizio |
| -------------------------------- | -------- | -------- |
| Metacritic (media al 20-04-2024) | PC       | 73/100   |
| Metacritic (media al 20-04-2024) | PS4      | 72/100   |
| Metacritic (media al 20-04-2024) | PS5      | 73/100   |
| Metacritic (media al 20-04-2024) | XSXS     | 73/100   |
| Destructoid                      | -        | 7/10     |
| Electronic Gaming Monthly        | XSXS     | 3/5      |
| Famitsū                          | -        | 31/40    |
| GameRevolution                   | -        | 7.5/10   |
| GameSpot                         | -        | 8/10     |
| GamesRadar+                      | -        | 3.5/5    |
| Hardcore Gamer                   | -        | 4/5      |
| IGN                              | -        | 7/10     |
| The Guardian                     | -        | 4/5      |

Outriders ha ricevuto "recensioni contrastanti o medie" dalla critica, secondo Metacritic.
Mack Ashworth di GameRevolution ha dato al gioco un punteggio di 7,5/10, criticando la storia e i personaggi, anche se ha elogiato il gameplay, il design dei livelli, la grafica e le animazioni di combattimento, nonché il fatto che il gioco sembrava completo al momento del lancio. In sintesi, ha scritto che "non innova in modo enorme e i suoi molti difetti sono difficili da ignorare, ma Outriders è un tuffo in un passato più semplice". Destructoid ha dato al gioco un 7/10, lodandolo anche per essere un gioco completo a prezzo pieno e ha scritto: "Solido e ha sicuramente un pubblico. Potrebbero esserci alcuni difetti difficili da ignorare, ma l'esperienza è divertente".
Phil Hornshaw di GameSpot ha dato al gioco un 8/10, elogiando il fatto che "la combinazione di sparatorie in copertura, sparatutto, co-op e superpoteri crea un intenso combattimento tattico". Tom Bramwell di The Guardian ha ritenuto che il gioco catturasse "esattamente ciò che fa funzionare il genere", elogiando le armi come universalmente divertenti da usare. Tuttavia, ha notato che la storia non sarebbe piaciuta a tutti, citando l'uso di "dialoghi legnosi e cliché fantascientifici".
Jon Ryan di IGN ha assegnato al gioco un punteggio di 7/10, lodando l'attenzione del gioco sull'azione e ritenendo che la modalità multiplayer fosse il modo più divertente di giocare. Si è inoltre complimentato per il design del mondo e la grafica e per il fatto che il gioco non avesse microtransazioni. D'altra parte, ha criticato la storia come "poco brillante", nonostante abbia apprezzato "colpi di scena davvero intriganti", così come l'interfaccia utente e i bug.
Jordan Forward di PCGamesN ha dato al gioco un punteggio di 7/10: "I combattimenti frenetici di Outriders e l'ambientazione fantascientifica fantasiosa lo rendono un viaggio che vale la pena intraprendere. Nonostante tutti i suoi difetti al momento del lancio, questo potrebbe essere l'inizio di qualcosa di molto speciale per lo sviluppatore People Can Fly".

### Vendite
Durante la sua settimana di uscita, Outriders è stato il sesto gioco al dettaglio più venduto nelle classifiche di tutti i formati del Regno Unito, il secondo gioco al dettaglio più venduto nelle classifiche svizzere di tutti i formati, e le versioni PlayStation 4 e PlayStation 5 del gioco hanno debuttato alla nona e ventesima posizione delle classifiche giapponesi dei formati individuali; con 6.596 e 2.431 copie fisiche vendute, rispettivamente. Su Xbox, Outriders è stato il gioco digitale più venduto durante la settimana di lancio. Durante il suo mese di lancio di aprile 2021, si è piazzato tra i primi dieci giochi digitali più venduti su Xbox e tra i primi cinque giochi digitali più venduti su PlayStation. Mentre il lancio del gioco è stato afflitto da problemi con il server, ha attirato quasi 100.000 giocatori simultanei su Steam.  Per il periodo compreso tra il 28 febbraio e il 3 aprile 2021, Outriders è stato il terzo gioco più venduto negli Stati Uniti in base alle vendite in dollari.
Il gioco ha attirato 3,5 milioni di giocatori un mese dopo il lancio iniziale del gioco. Secondo Square Enix, pubblicare il gioco al momento del lancio per gli abbonati a Xbox Game Pass "ha funzionato a loro favore" in quanto ha aiutato il gioco a costruire una base installata in un breve periodo di tempo.
Non è chiaro se Outriders sia stato un successo commerciale o meno, perché mentre Square Enix ha dichiarato di essere "sulla buona strada per diventare il prossimo grande franchise dell'azienda", People Can Fly non ha ancora ricevuto royalties ad agosto 2021, il che li porta a suggerire che non ha ancora realizzato un profitto. People Can Fly stima che il gioco abbia venduto tra i 2 e i 3 milioni di unità.

### Premi
Nel 2021, Outriders ha vinto il premio Technology ai Central & Eastern European Game Awards (CEEGA), una cerimonia di premiazione annuale volta a riconoscere e promuovere i migliori videogiochi dell'Europa centrale e orientale.